# Lucani

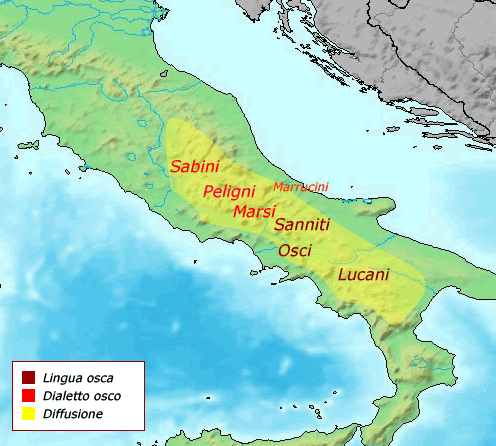
De Oskischsprekende volkeren in de 5e eeuw v.Chr.

De Lucani waren de Oskischsprekende inwoners van Lucanië in de oudheid.
Deze waren van Samnitische stam, die ten gevolge van een ver sacrum ("lenteoffer", dit is een offer in tijden van nood), daarheen getrokken, de daar toen wonende Chones en Oenotrii hadden onderworpen.
Langs de kusten vond men vele Griekse kolonies (Magna Graecia), die het land beheersten. Behalve de Griekse kolonies Paestum of Posidonia, Velia (Elea), Buxentum, Thurii, Heracleopolis, Metapontum, lagen in het binnenland Potentia, Grumentum, Acherontia.

## Referentie
- art. Lucania, in F. Lübker - trad. ed. J.D. Van Hoëvell, Classisch Woordenboek van Kunsten en Wetenschappen, Rotterdam, 1857, pp. 550-551.